# マイコレクション
『マイコレクション』は、日本のアイドル歌手・郷ひろみが1982年6月21日にCBS・ソニーから発売した15枚目のベストアルバムである。

## 内容
前作『アスファルト・ヒーロー』から6ヶ月ぶり、ベストアルバムとしては『THE BEST 郷ひろみ』から7ヶ月ぶりの作品。
『金字塔』同様、デビュー10周年記念作品で、A面は10年間の間に発表したシングルを対象に選曲して川口真がリアレンジしデジタルリマスターが施されたメドレー、B面は『金字塔』以降の楽曲を軸に構成されている。

## 収録曲
1. HIROMIコレクション20
  1. 小さな体験
  2. モナリザの秘密
  3. 裸のビーナス
  4. 男の子女の子
  5. 花のように 鳥のように
  6. 花とみつばち
  7. あなたがいたから僕がいた
  8. よろしく哀愁
  9. 誘われてフラメンコ
  10. マイ レディー
  11. 洪水の前
  12. 林檎殺人事件
  13. ハリウッド・スキャンダル
  14. バイブレーション（胸から胸へ）
  15. 悲しきメモリー
  16. タブー（禁じられた愛）
  17. How many いい顔
  18. 禁猟区
  19. セクシー・ユー（モンロー・ウォーク）
  20. お嫁サンバ
2. 女であれ、男であれ
42ndシングルの表題曲。アルバム初収録。
3. ViVid Girl
17thアルバムの収録曲。
4. TATTOO
29thシングルのカップリング曲。
5. 雨にひとり
6thアルバムの収録曲。
6. 純情
41stシングルの表題曲。アルバム初収録。
7. 故郷は僕に微笑む
42ndシングルのカップリング曲。